# Festival di Cannes 1949
La 3ª edizione del Festival di Cannes si è svolta a Cannes dal 2 al 17 settembre 1949, a distanza di due anni dalla precedente, in quanto problemi finanziari ne impedirono lo svolgimento nel 1948.
In questa edizione è stato inaugurato il Palais des Festivals, conosciuto anche come Palais Croisette, in sostituzione del Casino quale sede del Festival. Costruito nel 1947, al posto del Circolo nautico, non fu possibile utilizzarlo in quell'edizione a causa di danni al tetto causati dal vento. Le numerose riparazioni necessarie e i problemi finanziari che impedirono lo svolgimento del festival l'anno seguente ne posticiparono l'utilizzo di due anni. Sarà poi demolito nel 1989.
La giuria presieduta dallo storico francese Georges Huisman ha assegnato il Grand Prix per il miglior film a Il terzo uomo di Carol Reed.

## Selezione ufficiale

### Concorso
- Almafuerte, regia di Luis César Amadori (Argentina)
- L'amorosa menzogna, regia di Michelangelo Antonioni (Italia)
- Occupati di Amelia! (Occupe-toi d'Amélie), regia di Claude Autant-Lara (Francia/Italia)
- Le sedicenni (Rendez-vous de juillet), regia di Jacques Becker (Francia)
- Eine große liebe, regia di Hans Bertram (Germania)
- Ritorna la vita (Retour à la vie), regia di André Cayatte, Georges Lampin, Henri-Georges Clouzot e Jean Dréville (Francia)
- Le mura di Malapaga (Au delà des grilles), regia di René Clément (Francia/Italia)
- Riso amaro, regia di Giuseppe De Santis (Italia)
- Au grand balcon, regia di Henri Decoin e Marcel Rivet (Francia)
- La donna di picche (The Queen of Spades), regia di Thorold Dickinson (Gran Bretagna)
- Vendico il tuo peccato (Obsession), regia di Edward Dmytryk (Gran Bretagna)
- Dimenticati da Dio (Pueblerina), regia di Emilio Fernández (Messico)
- Il delitto del giudice (An Act of Murder), regia di Michael Gordon (USA)
- La mela è caduta (Der apfel ist ab), regia di Helmut Käutner (Germania)
- Eroica, regia di Walter Kolm-Veltée (Austria)
- El bait el kabir, regia di Ibrahim Lama (Egitto)
- Till främmande hamn, regia di Hampe Faustman (Svezia)
- Sogno d'amanti (The Passionate Friends), regia di David Lean (Gran Bretagna)
- Die buntkarierten, regia di Kurt Maetzig (Germania)
- Amaro destino (House of Strangers), regia di Joseph L. Mankiewicz (USA)
- Sertão, regia di Joao G. Martin (Brasile)
- Without Honor, regia di Irving Pichel (USA)
- Images d'Ethiopie, regia di Paul Pichonnier (Belgio)
- Il terzo uomo (The Third Man), regia di Carol Reed (Gran Bretagna)
- Mughamarat Antar wa Abla, regia di Salah Abou Seif (Egitto)
- Na svoji zemlji, regia di France Štiglic (Jugoslavia)
- Der ruf, regia di Josef von Báky (Germania)
- La tragedia di Harlem (Lost Boundaries), regia di Alfred L. Werker (USA)
- Stasera ho vinto anch'io (The Set Up), regia di Robert Wise (USA)
- Atto di violenza (Act of Violence), regia di Fred Zinnemann (USA)

## Giuria
- Georges Huisman, storico (Francia) - presidente
- Madame Georges Bidault (Francia)
- Georges Charensol, critico (Francia)
- Paul Colin, artista (Francia)
- Roger Désormière, compositore (Francia)
- Jacques-Pierre Frogerais, produttore (Francia)
- Étienne Gilson, scrittore (Francia)
- Paul Gosset, scrittore (Francia)
- Georges Raguis (Francia)
- René Jeanne, critico (Francia)
- Carlo Rim, sceneggiatore (Francia)

## Palmarès

### Lungometraggi
- Grand Prix: Il terzo uomo (The Third Man), regia di Carol Reed (Gran Bretagna)
- Prix de la mise en scène: René Clément - Le mura di Malapaga (Au delà des grilles) (Francia/Italia)
- Prix d'interprétation féminine: Isa Miranda - Le mura di Malapaga (Au delà des grilles), regia di René Clément (Francia/Italia)
- Prix d'interprétation masculine: Edward G. Robinson - Amaro destino (House of Strangers), regia di Joseph L. Mankiewicz (USA)
- Prix du scénario: Alfred L. Werker - La tragedia di Harlem (Lost Boundaries), regia di Alfred L. Werker (USA)
- Prix per la colonna sonora: Dimenticati da Dio (Pueblerina), regia di Emilio Fernández (Messico)
- Prix per la scenografia: Occupati di Amelia! (Occupe-toi d'Amélie), regia di Claude Autant-Lara (Francia/Italia)

### Cortometraggi
- Prix per la fotografia: Bialy Redyk, regia di Stanislas Mzdzenski (Polonia)
- Prix per il montaggio: Pacific 231, regia di Jean Mitry (Francia)
- Prix per il reportage filmato: Seal Island, regia di Walt Disney e James Algar (USA)
- Prix per il soggetto: Palle alene i verden, regia di Astrid Henning-Jensen (Danimarca)
- Prix per il colore: Images médiévales, regia di William Novik (Francia)